# Ірландці у Великій Британії
Ірландці у Великій Британії (англ. Irish people in Great Britain) — члени ірландської діаспори, які проживають у Великій Британії, найбільшому острові та основній території Сполученого Королівства Великої Британії та Північної Ірландії. З ранніх відомостей про історію до теперішнього часу, там було безперервне пересування людей між островами Ірландія та Велика Британія через їхню близькість.
Цей потік пішов на спад через політику, економіку та соціальні умови в обох місцях. Ірландія була феодальним володінням королів Англії з 1171 по 1541; Королівством в особистій унії з Королівством Англія та Королівством Великої Британії між 1542 і 1801; і політично об'єднана з Великою Британією, як Сполучене Королівство Великої Британії та Ірландії з 1801 по 1922. Сьогодні, Ірландія розділена між незалежною Республікою Ірландія та Північною Ірландією, яка є частиною Великої Британії.
Сьогодні мільйони жителів Великої Британії походять або з острова Ірландія, або мають ірландське коріння. Підраховано, що близько шести мільйонів людей, що живуть у Великої Британії мають ірландські корені.